# 何文辉 (足球运动员)

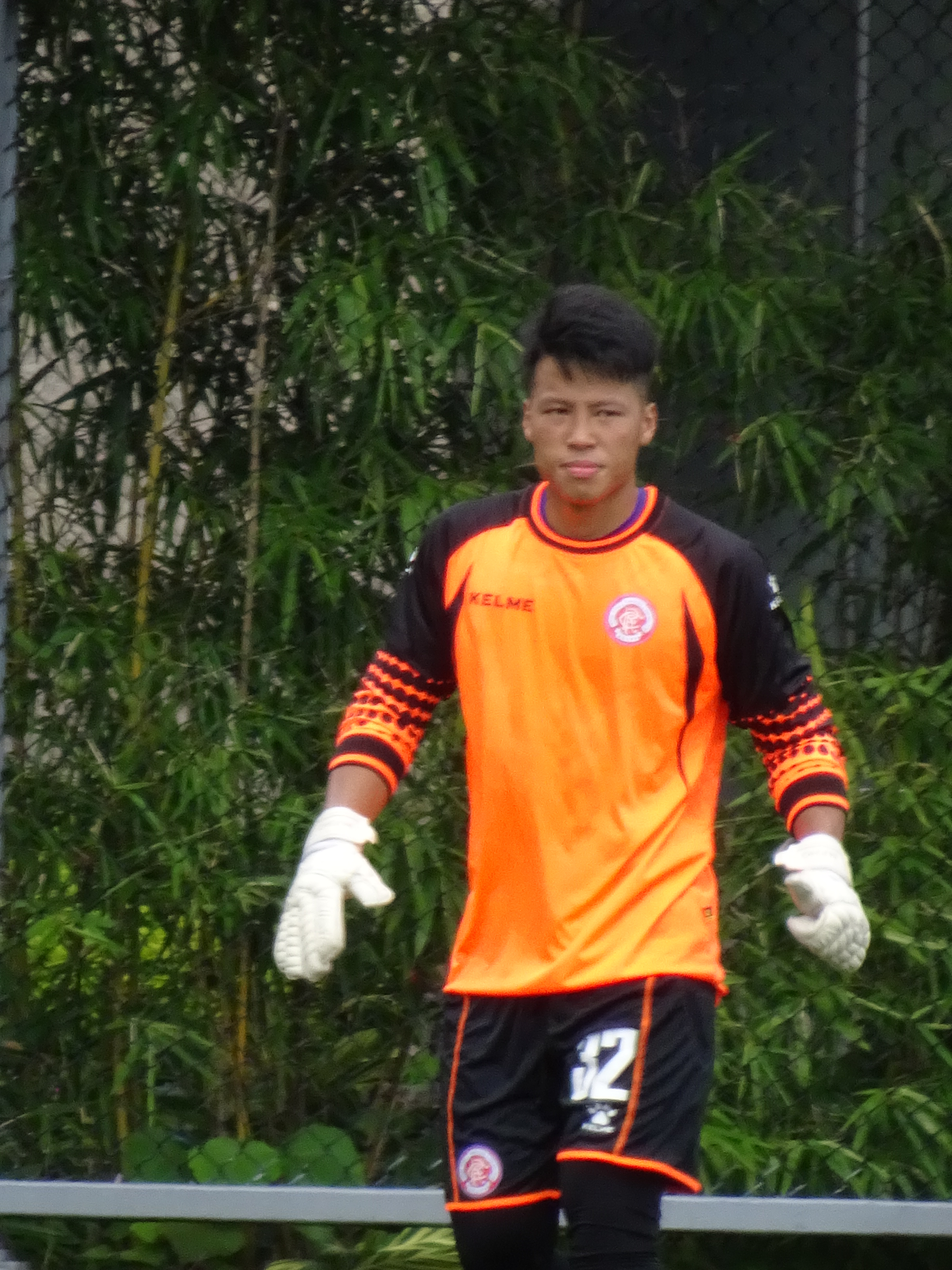
何文輝

何文輝（Ho Man Fai，1993年6月13日—），生於澳門，澳門足球運動員，司職守門員，為澳門足球代表隊成員，現時效力於澳門蒙地卡羅體育會。

## 球員生涯
2016年9月28日，澳門7人小球決賽，蒙地卡羅射手祖利亞一傳一射，球隊以2:0擊敗賓菲加奪得冠軍，賓菲加有不少攻門機會，被門將何文輝一一化解。
2017年7月，何文輝前往港超聯球隊理文足球會試腳，不過由於香港足總今季起修改球員註冊制度，本土球員身份將會以香港代表隊資格作為新介定方式，他坦言只能以亞援身份去爭奪確實難以登陸。何文輝直言：“這是我第一次去到職業球隊試腳，沒有想過成功與否，只想讓自己去試。”
2019年12月2日，效力澳門甲組球隊蒙地卡羅的門將，剛完成體育教育學士學位的何文輝，得到球會負責人、香港足球圈友好及一些澳門熱心人士和恩師、蒙地卡羅教練譚又新的協助，月中將前赴泰國到泰超球隊春武里足球俱樂部試腳。
2020年3月，何文輝最終未能成功在泰國落班，早前已回流澳門並改投澳科鄒北記，但何文輝認為今次仍有不少得着，坦言若下次再有機會，肯定會再去挑戰。

## 國際賽生涯
2011年8月，他前往日本接受半個月的足球訓練。
2013年3月17日，澳門足球隊代表隊在2014年亞洲挑戰盃外圍賽B組首仗表現出色，儘管最終以一球不敵東道主吉爾吉斯，門將何文輝多次救出必入球，被選為今仗最佳球員，
2016年3月31日， 澳門足球代表隊在友賽作客守和馬來西亞0比0，全場屢救險球的門將何文輝獲選為全場最佳球員。
2016年11月12日，2016年亞洲足協團結杯準決賽，澳門對汶萊，法定時間兩隊以1:1打成平手，互射12碼球時，汶萊的路斯美（Rosmin Kamis）在第三輪射失，之後馬度迪（Maududi Hilmi Kasmi）在第五輪的射門被門將何文輝救出，令澳門隊打入決賽。

## 個人榮譽
- 2011年澳門傑出青少年運動員獎 (足球) [8]
- 2016年全場最佳球員
- 2017年最佳守門員 [9]